# Joshua (groupe)
Pour les articles homonymes, voir Joshua.
Joshua est un trio musical belge originaire de Bruxelles formé en 2001 autour de Greg Avau (graphiste de formation, compositeur et arrangeur du groupe), rejoint en 2004 par « Senso » (un MC venu du hip-hop au chant) et de « Steph Debruyne » à la guitare.  
Le style musical du groupe Joshua se situe entre rock, blues, hip-hop aux touches electro, donnant un style hybride aux couleurs festives assez nettement pop mais au rendu que le groupe a finalement lui-même défini sous le terme street-pop, pour expliquer les influences multiples de la formation qui va jusqu'à inclure des sons de guitare hawaienne, le tout en évitant le terme de « fusion ».
En 2011 et 2012, le groupe est coach dans l'émission The Voice Belgique.
À la fin de 2012, le groupe partira à Kinshasa, visiter les projets d'Action Damien, dont il sera le parrain pour la campagne de janvier 2013.
Greg Avau mène également une carrière solo sous le pseudonyme de Kid Noize.

## Naissance du projet
Décembre 2001 à Londres.

## Discographie
- 2001 : Elektronik Murder Comes (démo)
- 2004 : Et tracent le portrait d'une société qui ne veut plus grandir (vinyl, épuisé)
- 2005 : L'Homme à la tête de chien (LP 13 titres, épuisé)
- 2006 : Alligator Music (EP 6 titres, promo)
- 2007 : Music and Chocolates (LP 13 titres)
- 2008 : Animals Will Save The World (LP 13 titres)
- 2012 : The Outsiders (LP 13 titres)

### Vidéoclips
- 2008 : Animals will save the World[2]
- 2011 : Punk Rock Song[3]
- 2011 : The Outsiders[4]

## Récompenses
- 2008 - Octave du spectacle de l’année